# 1164

## Narození
- Rokudžó

## Úmrtí
- 30. ledna – Vilém z Anjou, bratr anglického krále Jindřicha II. (* 22. července 1136)
- 20. dubna – Viktor IV. (1159–1164), vzdoropapež (* 1095)
- květen – Abd al-Mu’min bin Alí, kalif berberské dynastie Almohádovců (* 1094)
- 31. prosince – Otakar III. Štýrský, markrabě štýrský (* 1125)

## Hlavy států
- České království – Vladislav II.
- Svatá říše římská – Fridrich I. Barbarossa
- Papež – Alexandr III.
- Anglické království – Jindřich II. Plantagenet
- Francouzské království – Ludvík VII.
- Polské knížectví – Boleslav IV. Kadeřavý
- Uherské království – Štěpán III. Uherský
- Kastilské království – Alfonso VIII. Kastilský
- Rakouské vévodství – Jindřich II. Jasomirgott
- Sicilské království – Vilém I. Sicilský
- Skotské království – Malcolm IV.
- Byzantská říše – Manuel I. Komnenos